# Kinh Thú Nhận
Kinh Thú Nhận (hoặc Kinh Cáo Mình, Latinh: Confiteor) là một bài kinh được dùng trong Nghi lễ Rôma và một số trường hợp khác, được linh mục cùng với giáo dân đọc vào trước Thánh lễ.

## Văn bản
| Bản Latinh Confiteor Deo omnipotenti et vobis, fratres, quia peccavi nimis cogitatione, verbo, opere, et omissióne: mea culpa, mea culpa, mea maxima culpa. Ideo precor beatam Mariam semper Vírginem, omnes Angelos et Sanctos, et vos, fratres, orare pro me ad Dominum Deum nostrum. | Bản tiếng Việt Tôi thú nhận cùng Thiên Chúa toàn năng và cùng anh chị em. Tôi đã phạm tội nhiều trong tư tưởng, lời nói, việc làm và những điều thiếu sót: lỗi tại tôi, lỗi tại tôi, lỗi tại tôi mọi đàng. Vì vậy tôi xin Đức Bà Maria trọn đời đồng trinh các Thiên thần, các Thánh và anh chị em khẩn cầu cho tôi trước tòa Thiên Chúa, Chúa chúng ta. |